# Championnat de République dominicaine de football 2018
Navigation
Saison précédente Saison suivante
La saison 2018 du Championnat de République dominicaine de football est la quatrième édition de la Liga Dominicana, le championnat de première division en République dominicaine. Les douze meilleures équipes de l'île sont regroupées au sein d’une poule unique où elles s’affrontent à deux reprises. Les six premiers se qualifient pour la phase finale du championnat, composée d'une poule avec matchs simples puis de demi-finales et finale. Il n'y a ni promotion, ni relégation en fin de saison.
C'est le Cibao Fútbol Club qui est sacré cette saison après avoir battu l'Atlético San Francisco en finale. Il s’agit du tout premier titre de champion de République dominicaine de l’histoire du club.
Plusieurs changements on lieu durant l'intersaison parmi les clubs engagés : le Bauger Fútbol Club choisit de ne pas prendre part au championnat cette saison alors que trois nouvelles formations font leurs débuts. Il s'agit de l'Atlético San Francisco, de l'Inter de Bayaguana et du Jarabacoa FC.

## Les clubs participants
- Cibao Fútbol Club
- Club Barcelona Atlético
- Jarabacoa FC
- Atlántico Fútbol Club
- Moca Fútbol Club
- Club Atlético Pantoja
- Delfines del Este
- Atlético Vega Real
- Atlético San Cristóbal
- Universidad Organización y Métodos
- Atlético San Francisco
- Inter de Bayaguana

## Compétition
Le barème utilisé pour établir le classement est le suivant :
- Victoire : 3 points
- Match nul : 1 point
- Défaite : 0 point

### Saison régulière
| Rang | Équipe                             | Pts | J  | G  | N | P  | Bp | Bc | Diff |
| ---- | ---------------------------------- | --- | -- | -- | - | -- | -- | -- | ---- |
| 1    | Atlético San FranciscoP            | 48  | 22 | 15 | 3 | 4  | 48 | 21 | +27  |
| 2    | Cibao Fútbol Club                  | 46  | 22 | 14 | 4 | 4  | 49 | 25 | +24  |
| 3    | Club Atlético PantojaCC            | 45  | 22 | 14 | 3 | 5  | 31 | 20 | +11  |
| 4    | Moca Fútbol Club                   | 38  | 22 | 11 | 5 | 6  | 35 | 26 | +9   |
| 5    | Atlético Vega Real                 | 36  | 22 | 10 | 6 | 6  | 32 | 20 | +12  |
| 6    | Universidad Organización y Métodos | 36  | 22 | 10 | 6 | 6  | 37 | 30 | +7   |
| 7    | Atlántico Fútbol ClubT             | 35  | 22 | 9  | 8 | 5  | 26 | 24 | +2   |
| 8    | Jarabacoa FCP                      | 25  | 22 | 7  | 4 | 11 | 29 | 30 | -1   |
| 9    | Delfines del Este                  | 20  | 22 | 4  | 8 | 10 | 18 | 47 | -29  |
| 10   | Atlético San Cristóbal             | 17  | 22 | 3  | 8 | 11 | 28 | 39 | -11  |
| 11   | Inter de BayaguanaP                | 10  | 22 | 2  | 4 | 16 | 14 | 43 | -29  |
| 12   | Club Barcelona Atlético            | 8   | 22 | 1  | 5 | 16 | 17 | 39 | -22  |

|  | Qualification pour la Ligue des champions de la CONCACAF 2019                                                                            |
|  | Qualification pour la poule pour le titre                                                                                                |
|  | CC : Vainqueur du Championnat des clubs caribéens de la CONCACAF 2018 T : Tenant du titre P : Club faisant ses débuts en Liga Dominicana |

### Poule pour le titre
| Rang | Équipe                             | Pts | J | G | N | P | Bp | Bc | Diff |  | Résultats (▼ dom., ► ext.)         | Cib | ASF | AVR | APa | UOM | Moc |
| ---- | ---------------------------------- | --- | - | - | - | - | -- | -- | ---- |  | ---------------------------------- | --- | --- | --- | --- | --- | --- |
| 1    | Cibao Fútbol Club                  | 8   | 5 | 2 | 2 | 1 | 10 | 6  | +4   |  | Cibao Fútbol Club                  |     | 1-1 | 1-1 | 1-2 |     |     |
| 2    | Atlético San FranciscoP            | 8   | 5 | 2 | 2 | 1 | 4  | 3  | +1   |  | Atlético San FranciscoP            |     |     | 0-1 |     |     |     |
| 3    | Atlético Vega Real                 | 8   | 5 | 2 | 2 | 1 | 5  | 8  | -3   |  | Atlético Vega Real                 |     |     |     |     | 0-5 | 1-1 |
| 4    | Club Atlético Pantoja              | 7   | 5 | 2 | 1 | 2 | 7  | 7  | 0    |  | Club Atlético Pantoja              |     | 0-1 | 1-2 |     |     | 2-2 |
| 5    | Universidad Organización y Métodos | 4   | 5 | 1 | 1 | 3 | 8  | 8  | 0    |  | Universidad Organización y Métodos | 2-5 | 0-1 |     | 1-2 |     |     |
| 6    | Moca Fútbol Club                   | 4   | 5 | 0 | 4 | 1 | 4  | 6  | -2   |  | Moca Fútbol Club                   | 0-2 | 1-1 |     |     | 0-0 |     |

|  | Qualification pour les demi-finales du championnat |
|  | P : Club faisant ses débuts en Liga Dominicana     |

### Demi-finales
| Équipe 1              | Résultat | Équipe 2               | Aller | Retour |
| --------------------- | -------- | ---------------------- | ----- | ------ |
| Club Atlético Pantoja | 4 - 6    | Cibao Fútbol Club      | 2 - 3 | 2 - 3  |
| Atlético Vega Real    | 1 - 10   | Atlético San Francisco | 0 - 8 | 1 - 2  |

- Les deux clubs finalistes se qualifient pour le Championnat des clubs caribéens de la CONCACAF 2019.

### Finale nationale
| 27 octobre 2018 | Cibao Fútbol Club | 1 - 0 | Atlético San Francisco | Estadio Cibao FC, Santiago de los Caballeros |
|                 | Jackinton 27e     |       |                        |                                              |

## Bilan de la saison
| Championnat de République dominicaine de football 2018 | |
| Champion                                               | Cibao Fútbol Club (1er titre)                                                                        |
| Coupes et trophées                                     | |
| Vainqueur de la Coupe de République dominicaine 2018   | Non disputée                                                                                         |
| Qualifications continentales                           | |
| Ligue des champions de la CONCACAF 2019                | Club Atlético Pantoja (en tant que vainqueur du Championnat des clubs caribéens de la CONCACAF 2018) |
| Championnat des clubs caribéens de la CONCACAF 2019    | Cibao Fútbol Club (non inscrit)                                                                      |
| Championnat des clubs caribéens de la CONCACAF 2019    | Atlético San Francisco (non inscrit)                                                                 |
| Promotions et relégations                              | |
| Promus en Liga Dominicana                              | Aucun                                                                                                |
| Relégués                                               | Aucun                                                                                                |